# Hans Bernlöhr
Hans Bernlöhr (* 18. Juli 1907 in Stuttgart; † 25. Juni 1991 ebenda) war ein deutscher Boxer und Teilnehmer der Olympischen Spiele 1932.

## Karriere

### Amateur
Hans Bernlöhr erlernte das Boxen beim VfK Germania 1890 Stuttgart und wechselte später zum PSV Stuttgart.
Bernlöhr war Deutscher Meister im Mittelgewicht (bis 75 kg) in den Jahren 1931 bis 1934. 1932 nahm er an den Olympischen Spielen in Los Angeles teil. Hier gewann er im Mittelgewicht im Achtelfinale gegen Bert Lowe aus Neuseeland, bevor er im Viertelfinale gegen den späteren Bronzemedaillengewinner Roger Michelot aus Frankreich verlor.
Beim Ausscheidungsturnier für die Europameisterschaften 1934 unterlag Bernlöhr, so dass er an diesen nicht teilnehmen konnte. Danach wurde ihm nahegelegt, in der nächsthöheren Gewichtsklasse zu boxen. Bernlöhr lehnte dies jedoch ab, weshalb er nicht mehr zum Einsatz kam und seine Karriere vorerst beendete. Laut Zeitzeugen stand Bernlöhrs vorzeitiges Karriereende auch im Zusammenhang mit seiner politischen Einstellung.

### Profi
Ab 1947 steig Bernlöhr, nun 39-jährig, noch 16 Mal als Profi in den Ring. Er gewann dabei bis 1939 zehn Kämpfe (4 KOs) und verlor fünf. Ein Kampf, gegen Jupp Besselmann, endete unentschieden.